# Olderfjord
Olderfjord ( Lingua sami settentrionale: Leaibevuotna; Lingua kven: Leipovuono ) è un villaggio della municipalità di Porsanger, nella contea di Finnmark, in Norvegia. Il villaggio si trova alla fine dell'Olderjorden, sulla costa orientale della penisola di Porsanger, lungo la riva del Porsanger.
Il villaggio si trova all'incrocio tra la strada europea E06 e la strada europea E69, a circa 10 chilometri (6,2 mi) a nord-ovest del villaggio di Kistrand. In termini di longitudine, Olderjord si trova più a est di qualsiasi altra località della Svezia e appena ad est di Helsinki. Essendo ben al di sopra dei 70°N, nel villaggio è possibile vedere il sole di mezzanotte e la notte polare.
Il villaggio ospita un centro turistico con camere e appartamenti di albergo, un campeggio e una caffetteria.